# Kristofer Åström
Lars Kristofer Åström, född 9 oktober 1974, är en svensk sångare, gitarrist och låtskrivare från Luleå i Norrbotten. Utöver sin karriär som soloartist spelar han även i bandet Fireside. Han har inspirerats av artister som Nick Drake, Paul Simon, Elliott Smith, Townes Van Zandt, Mark Kozelek, Steve Earle, Bob Dylan, Hank Williams, The Stanley Brothers och Robert Johnson.

## Biografi
Kristofer Åström växte upp Luleå. Han fick sin första skiva, The Boppers Keep on Boppin', när han var fyra år gammal. Han lyssnade intensivt på skivan i flera år.
I början av 1990-talet flyttade Åström till Stockholm. Framgången med Fireside gjorde att han och de övriga bandmedlemmarna ville ha närmare till spelningar och skivbolaget.

### Fireside
Åströms musikaliska bana började i Luleå i början av 1990-talet som gitarrist, sångare och låtskrivare i bandet Fireside. Bandet rönte kommersiella framgångar och bidrog starkt till framväxten av musikscenen i Norrland, genom att de gjorde skivbolagsfolket uppmärksamma på de musikaliska kvaliteter som fanns i denna region. Bandet släppte sex album mellan 1994 och 2003, men ligger numera på is. Åström har i en intervju sagt att han tror att bandet säkerligen kommer att återförenas i framtiden. Firesides trummis säger dock att det inte finns några planer på en återförening.

### Solo
Åström ville egentligen inte bli soloartist, men när Fireside gjorde ett uppehåll 1998 fick han chansen att ge ut låtar han skrivit under de tre föregående åren och som inte passade Firesides musikaliska stil. Resultatet blev solodebuten Go, Went, Gone, som utgavs på skivbolaget Startracks samma år. Skivan saknade nästan helt marknadsföring, men sålde trots detta 2 000 exemplar. Albumet fick positiva recensioner i pressen. På skivan märks kanske främst låten "Poor Young Man's Heart", som också släpptes som singel. Åström har i intervjuer sagt att han tycker att låttexten är på gränsen till patetisk. I anslutning till skivan följde en turné där en av de medverkande musikerna var Nikola Sarcevic från bandet Millencolin.
År 1998 bidrog Åström med bakgrundssång på sex låtar på The Bear Quartets studioalbum Personality Crisis. och året efter, 1999, på Monsters sista studioalbum Gone, Gone, Gone/A Bash Dem, där han spelade akustisk gitarr på tre låtar.
År 2000 medverkade Åström på The Bear Quartets EP I Don't Wanna, där han bidrog med bakgrundssång på titelspåret.

### Genombrottet
År 2001 släppte Åström två album kort efter varandra, Leaving Songs och Northern Blues, där den sistnämnda grammisnominerades i kategorin årets pop/rock manlig. Leaving Songs var från början tänkt som en EP, men inspelningssessionerna genererade så mycket material att Åström valde att göra en hel skiva istället. Då Northern Blues sedan tidigare var tänkt som den kommersiella skivan valde skivbolaget att inte satsa några pengar på att marknadsföra Leavings Songs, något som Åström uttryckt besvikelse men också förståelse över. Northern Blues fick ett gott mottagande i pressen. Leaving Songs fick blandade recensioner.
År 2002 medverkade Åström med bakgrundssång på Dynamo Chapels singel Come Shine a Light och på låten "Number" på The Bear Quartets studioalbum Ny våg.
År 2003 utgavs EP-skivorna Dead End och Plastered Confessions. På den senare återfinns en cover på Steve Earle-låten "Another Town". Åström har i intervjuer sagt att just Earle är en förebild, inte bara musikaliskt, utan också åsiktsmässigt. I samma intervju anges även Bob Dylan som inspiratör.
År 2003 fick Åström 60 000 kr i stöd av Kulturrådet.

### Loupita
År 2004 utgavs skivan Loupita, Åströms första soloskiva utan kompbandet Hidden Truck. På skivan medverkar Mattias Friberg från bandet Logh och Britta Persson. Den senares sånginsatser på Loupita blev starten för en egen solokarriär och ledde fram till ett skivkontrakt med Startracks, där den av Åström producerade EP:n Found at Home utgavs 2005.
Från Loupita släpptes en singel, The Wild, på vilken Åström sjunger duett med Britta. Albumet som helhet fick goda recensioner. Bland övriga inspelningar samma år återfinns EP:n There For  och en tolkning av Bear Quartet-låten "Twinreceiver" på tributeskivan Money Talks.

### So Much For Staying Alive
År 2005 utkom albumet So Much for Staying Alive där Åströms tidigare lågmälda sound har ersatts av ett mer rockigt. På skivan återfinns exempelvis inte en enda akustisk gitarr. Skivan fick ett mediokert mottagande. En begränsad upplaga av albumet innehöll bonus-skivan The Thorskogs Sessions, bestående av heminspelningar. Förutom egna låtar återfinns här en cover på Faithless låt "Mass Destruction". Från skivan släpptes en singel, The Good You Bring, som förutom titelspåret även innehöll låten "Walpurgis Night", en låt som också finns med på albumet Loupita. Kristofer Åström & Hidden Truck fick 2005 65 000 kr i bidrag av Kulturrådet.
År 2006 släpptes EP:n Black Valley. Samma år medverkade Åström på Britta Perssons skiva Top Quality Bones and a Little Terrorist. Grunderna till skivan spelades in med två mikrofoner hemma i Åströms kök. Åström medverkade även, med låten "Vällingklockan", på skivan Påtalåtar, en hyllningsskiva till den svenske proggartisten Ola Magnell.
År 2006 bidrog Åström även med bakgrundssång på Nikola Sarcevic' studioalbum Roll Roll and Flee.

### Rainawaytown
År 2007 släpptes skivan Rainawaytown, som mottogs väl. Det tidigare kompbandet Hidden Truck hade här ersatts av The Rainaways. Albumets titel är en referens till Göteborg och till tiden för inspelningen av skivan, då det enligt Åström regnade "fruktansvärt mycket". Regnovädret gjorde att studion svämmade över och bandet fick flytta inspelningen.
På hösten samma år turnerade Åström tillsammans med Christian Kjellvander. Han bidrog även med sång på låten "Under the Rain" på Abalone Dots skiva From a Safe Distance samt "Om en guldfisk" och "Mod" på Bröderna Lindgrens Vuxen barnmusik.
År 2008 regisserade Åström musikvideon till Division of Laura Lees låt "Caress/Hotnight" från skivan Violence Is Timeless.

### Sinkadus
År 2009 släpptes albumet Sinkadus, ett album som spretade mer i olika musikaliska inriktningar än tidigare alster. Skivan tog två år att färdigställa. Bland medverkande musiker märks kanske främst Britta Persson och Nina Kinert. På skivan återfinns även en cover på Thin Lizzys låt "A Song for While I'm Away". I en intervju säger Åström att låten "sade något som jag inte riktigt kunde säga själv. Den sade allt jag ville säga..." I anslutning till albumet agerade Åström förband åt A Camp på deras Europaturné och även åt Laleh på hennes Sverigeturné. Skivan fick överlag goda recensioner och snittar på 3,4/5 på kritiker.se. Senare samma år utkom EP:n When Her Eyes Turn Blue och Åström turnerade då med Lowood. Han bidrog även med sång på låten "It's a Mess", som finns med Lowoods debutalbum Close to Violence.
Åström fortsatte samma år samarbetet med Bröderna Lindgren, denna gång genom att bidra med sång på låten "Jag vet", utgiven på skivan Meningen med livet.
Åström tilldelades 2010 priset i kategorin årets singer-songwriter på Manifestgalan för albumet Sinkadus. I september samma år lade han upp låten "Painbringer" på sin hemsida, en låt han kände kunde passa inför det kommande riksdagsvalet. Han uppmanade vidare sina fans att komma ihåg "att hjärtat sitter till vänster".
Åström har producerat skivan Beg, Borrow and Steal (2010) med countrygruppen Cookies 'N' Beans och även bidragit med låtmaterial.

### From Eagle to Sparrow
Den 22 februari 2011 annonserade Åström på sin hemsida att han jobbar med en ny skiva som planeras att ges ut under 2011.[uppföljning saknas] Den 13 maj tillkännagavs att albumet kommer att heta From Eagle to Sparrow, men ett utgivningsdatum specificerades däremot inte. 14 september meddelades att skivan inte kommer att ges ut under 2011 som planerat, utan istället 3 februari 2012.[uppföljning saknas] Den 4 januari 2012 presenterade Åström, via sin webbplats, låtlistan till albumet, och meddelade även att utgivningsdatumet blivit framflyttat till den 24 februari 2012.
From Eagle to Sparrow mottogs generellt väl av kritikerna. Musikaliskt var skivan en tillbakagång till det mer avskalade akustiska sound som präglat Åströms tidiga produktion. I november 2013 släpptes samlingsalbumet An Introduction to Kristofer Åström.

## Personligt
- Åström har i en intervju sagt att han lider av scenskräck.[5]
- Åström är vegetarian.[56]
- Åström är ett fan av Luleå Hockey och Boston Bruins.[56]

## Diskografi

### Album
- 1998 – Go, Went, Gone
- 2001 – Leaving Songs
- 2001 – Northern Blues
- 2004 – Loupita
- 2005 – So Much for Staying Alive
- 2005 – The Thorskogs Sessions
- 2007 – Rainawaytown
- 2009 – Sinkadus
- 2012 – From Eagle to Sparrow
- 2015 – The Story of a Heart's Decay
- 2015 – Göteborg String Session
- 2020 – Hard Times

### Samlingsalbum
- 2013 – An Introduction to Kristofer Åström
- 2018 – Quadrilogy

### EP
- 2003 – Dead End
- 2003 – Plastered Confessions
- 2004 – There For
- 2005 – Black Valley
- 2009 – When Her Eyes Turn Blue
- 2016 – Pipe Dream

### Singlar
- 1999 – Poor Young Man's Heart
- 2001 – What I Came Here For/Leaving Song
- 2002 – Connected
- 2002 – All Lovers Hell
- 2004 – The Wild
- 2005 – The Good You Bring
- 2007 – Just a Little Insane
- 2009 – Twentyseven
- 2009 – Kristofer Åström/All Fox (splitsingel med All Fox, Åström medverkar med låten "Twentyseven")
- 2012 – Strong & Tall
- 2015 – Fine Line
- 2015 – For Tomorrow
- 2015 – Mother/Hardly Getting Over It
- 2018 – Hold on Lioness
- 2020 – Inbetweener
- 2020 – Another Love
- 2020 – In the Daylight
- 2021 – Michelle
- 2021 – First Down

### Samlingar
- 2003 – Startracks (låtarna "One Good Moment" och "8 Long Years")[57]
- 2004 – Money Talks (låten "Twinreceiver")
- 2004 – Picknick (låtarna "Idiot Talk" och "Cardiac")[58]
- 2006 – If We Were Oceans (låtarna "She Came With a Friend of Mine" och "Just Like Me")
- 2006 – Påtalåtar (låten "Vällingklockan")
- 2006 – Oh No It's Christmas Vol. 1 (låten "I Saw Mommy Kissing Santa Claus")
- 2007 – Poem, ballader och lite blues – Återbesöket (låten "Blues för Inga-Maj")

## Åströms musik på film
Åströms musik har använts i flera filmer. I kortfilmen En kärleksaffär (2002) inkluderades fyra låtar av Fireside: "Big Blue Elephant", "Silver Muscle Car", "A Week at the Most" och "Not in My Palace". Samtliga är skrivna av Pelle Gunnerfeldt och Kristofer Åström, förutom "Not in My Palace" som enbart är skriven av Åström. I Överallt och ingenstans (2003), ytterligare en kortfilm, fanns två låtar från Åströms soloalbum Northern Blues med: "All Lovers Hell" och "She Loves Me". I filmen Uttagningen (2005) fanns låten "Kilotin" av Fireside med, skriven Gunnerfeldt och Åström.

### Fotnoter
1. 1 2 3  Larsson, Pigge (2001). ”Enkelhet är en dygd” (på svenska). Groove (Göteborg) (8):  sid. 8f. ISSN 1401-7091. http://www.groove.se/pdf/groove01-8.pdf. Läst 5 februari 2011.
2. 1 2 3 4  
Larsson, Markus (1 januari 1999). ”Norrländsk country” (på svenska). Aftonbladet. http://wwwc.aftonbladet.se/puls/9901/01/astrom.html. Läst 5 februari 2011.
3. 1 2 3  ”Sjätte plattan för Åström” (på svenska). Borås Tidning. 18 april 2007. Arkiverad från originalet den 18 april 2013. https://archive.is/20130418052651/http://www.bt.se/noje/sjatte-plattan-for-astrom(391211).gm. Läst 8 februari 2011.
4. ↑  
Jaderup, Anders (7 november 2011). ”Kristofer Åström byter skepnad” (på svenska). Sydsvenskan. https://www.sydsvenskan.se/2001-11-07/kristofer-astrom-byter-skepnad. Läst 5 februari 2011.
5. 1 2 3  Svanberg, Nina (17 februari 2009). ”Som förband har jag inga krav på mig” (på svenska). Norrbottenskuriren. http://www.kuriren.nu/noje/artikel.aspx?articleid=4611803. Läst 5 februari 2011.
6. ↑  Pettersson, Jens (20 maj 2003). ”Fireside testar gränserna”. Revolver. Arkiverad från originalet den 7 december 2007. https://web.archive.org/web/20071207173904/http://www.revolver.nu/artikel/?article_id=617. Läst 5 februari 2011.
7. ↑  ”Fireside - Discography & Songs - Discogs”. discogs.com. https://www.discogs.com/artist/137895-Fireside. Läst 3 maj 2019.
8. ↑  ”Kristofer Åström är tillbaka” (på svenska). Norrländska socialdemokraten. 14 april 2009. http://www.nsd.se/nyheter/artikel.aspx?ArticleID=4566657. Läst 5 februari 2011.
9. ↑  Nykänen, Joni (8 januari 2010). ”Jag blir äcklad av konserter” (på svenska). Norrbottenskuriren. http://www.kuriren.nu/noje/?articleid=5214419. Läst 5 februari 2011.
10. 1 2  Holmberg, Anna (17 februari 2009). ”Ville inte bli soloartist” (på svenska). Norrländska socialdemokraten. http://www.nsd.se/nyheter/lulea/artikel.aspx?ArticleId=4440514. Läst 5 februari 2011.
11. ↑  ”Recensioner av Go, Went, Gone”. Kritiker.se. https://kritiker.se/skivor/kristofer-astrom/go-went-gone/. Läst 5 februari 2011.
12. ↑  Nilsson, Maria (20 mars 2003). ”Känsla, inlevelse och total närvaro”. Stardust Fanzine. Arkiverad från originalet den 21 november 2008. https://web.archive.org/web/20081121152250/http://www25.brinkster.com/stardustfanzine/reckristoferkatalin.htm. Läst 7 februari 2011.
13. ↑  Holmbom, Christine (5 juni 2010). ”Intervju med Nikola Sarcevic”. Musicstage.se. Arkiverad från originalet den 19 december 2010. https://web.archive.org/web/20101219000232/http://musicstage.se/index.php?option=com_content&view=article&id=1473%3Aintervju-med-nikola-sarcevic-april-2010&catid=14%3Aintervjuer&Itemid=9. Läst 7 februari 2011.
14. ↑  ”Personality Crisis”. Discogs.com. http://www.discogs.com/Bear-Quartet-Personality-Crisis/release/1308537. Läst 10 september 2011.
15. ↑  ”Gone Gone Gone/A Bash Dem”. Discogs.com. http://www.discogs.com/Monster-Gone-Gone-Gone-A-Bash-Dem/release/1417935. Läst 10 september 2011.
16. ↑  ”I Don't Wanna”. Discogs.com. http://www.discogs.com/Bear-Quartet-I-Dont-Wanna/release/2487140. Läst 10 september 2011.
17. ↑  ”Grammisnomineringarna” (på svenska). Svenska Dagbladet. 11 januari 2002. http://www.svd.se/kulturnoje/nyheter/grammisnomineringarna_39187.svd. Läst 8 februari 2011.
18. ↑  Beckman, Marja (16 november 2001). ”Kristofer Åström & Hidden Truck - Nothern Blues” (på svenska). Svenska Dagbladet. http://www.svd.se/kulturnoje/musik/kristofer-astrom-hidden-truck-nothern-blues_26436.svd. Läst 8 februari 2011.
19. ↑  ”Recensioner av Northern Blues”. Kritiker.se. https://kritiker.se/skivor/kristofer-astrom/northern-blues/. Läst 8 februari 2011.
20. ↑  Beckman, Marja (31 augusti 2001). ”Kristofer Åström & Hidden Truck - Leaving Songs” (på svenska). Svenska Dagbladet. http://www.svd.se/kulturnoje/musik/kristofer-astrom-hidden-truck-leaving-songs_26101.svd. Läst 8 februari 2011.
21. ↑  Kittel, Christoffer (1 september 2001). ”Leaving Songs”. Revolver. Arkiverad från originalet den 15 november 2007. https://web.archive.org/web/20071115151819/http://www.revolver.nu/album/?article_id=255. Läst 8 februari 2011.
22. ↑  ”Come Shine a Light”. Discogs.com. http://www.discogs.com/Dynamo-Chapel-Come-Shine-A-Light-/release/2498186. Läst 10 september 2011.
23. ↑  ”Ny våg”. Discogs.com. http://www.discogs.com/Bear-Quartet-Ny-V%C3%A5g/release/686694. Läst 10 september 2011.
24. ↑  ”Dessa får kulturpengar 2003” (på svenska). Svenska Dagbladet. 6 december 2002. http://www.svd.se/kulturnoje/nyheter/dessa-far-kulturpengar-2003_74312.svd. Läst 8 februari 2011.
25. 1 2  Hellman, Cyril (17 mars 2004). ”Kristofer Åström och Hidden Truck ger USA en chans” (på svenska). Svenska Dagbladet. http://www.svd.se/kulturnoje/nyheter/kristofer-astrom-och-hidden-truck-ger-usa-en-chans_137464.svd. Läst 8 februari 2011.
26. ↑  Van der Lee, Fredrik (18 september 2009). ”Körtjejen som sticker upp” (på svenska). Göteborgs-Posten. https://www.gp.se/k%C3%B6rtjejen-som-sticker-upp-1.1146071?. Läst 8 februari 2011.
27. ↑  ”Recensioner av Loupita”. Kritiker.se. https://kritiker.se/skivor/kristofer-astrom/loupita/. Läst 8 februari 2011.
28. ↑  Bååth, Emelie (22 september 2004). ”Björnligan”. Dagensskiva.com. http://dagensskiva.com/2004/09/22/blandade-artister-money-talks/. Läst 8 februari 2011.
29. ↑  ”Recensioner av So Much for Staying Alive”. Kritiker.se. https://kritiker.se/skivor/kristofer-astrom/so-much-for-staying-alive/. Läst 8 februari 2011.
30. ↑  ”Discography”. Kristoferastrom.com. http://kristoferastrom.com/category/discography/. Läst 8 februari 2011.
31. ↑  TT Spektra (14 februari 2005). ”Miljonregn över fria musikgrupper” (på svenska). Svenska Dagbladet. http://www.svd.se/kulturnoje/nyheter/miljonregn-over-fria-musikgrupper_395281.svd. Läst 8 februari 2011.
32. ↑  TT Spektra (18 augusti 2006). ”Svenskor utmanar r'n'b-stjärnor i höst” (på svenska). Svenska Dagbladet. http://www.svd.se/kulturnoje/nyheter/svenskor-utmanar-rnb-stjarnor-i-host_345044.svd. Läst 8 februari 2011.
33. ↑  TT Spektra (12 januari 2006). ”Ola Magnell hyllas på skiva” (på svenska). Svenska Dagbladet. http://www.svd.se/kulturnoje/nyheter/ola-magnell-hyllas-pa-skiva_264593.svd. Läst 8 februari 2011.
34. ↑  ”Roll Roll and Flee”. Discogs.com. http://www.discogs.com/Nikola-Sarcevic-Roll-Roll-And-Flee/release/818805. Läst 10 september 2011.
35. ↑  ”Recensioner av Rainawaytown”. Kritiker.se. https://kritiker.se/skivor/kristofer-astrom/rainaway-town/. Läst 8 februari 2011.
36. ↑  TT Spektra (29 oktober 2007). ”Kjellvander hyllar kärleken” (på svenska). Svenska Dagbladet. http://www.svd.se/kulturnoje/nyheter/kjellvander-hyllar-karleken_542163.svd. Läst 8 februari 2011.
37. ↑  ”Abalone Dots - From a Safe Distance” (på svenska). Lira musikmagasin. 7 oktober 2007. Arkiverad från originalet den 16 oktober 2007. https://web.archive.org/web/20071016173902/http://lira.se/article.asp?articleId=1563. Läst 8 februari 2011.
38. ↑  ”Vuxen barnmusik”. Svensk mediedatabas. http://smdb.kb.se/catalog/search?q=%22br%C3%B6derna+lindgren%22&x=0&y=0. Läst 15 augusti 2011.
39. 1 2  ”Bröderna Lindgrens Myspace”. Myspace.com. http://www.myspace.com/brodernalindgren. Läst 8 februari 2011.
40. ↑  ”Caress/Hotnight”. Vimeo.com. http://vimeo.com/8323992. Läst 8 februari 2011.
41. ↑  Stenbacke, Christian (26 maj 2009). ”Kristofer Åström”. http://www.joyzine.se/?p=3366. Läst 9 februari 2011.
42. ↑  Sundell, Camilla (14 april 2009). ”Kristofer Åström är tillbaka” (på svenska). Svenska Dagbladet. http://www.svd.se/kulturnoje/nyheter/kristofer-astrom-ar-tillbaka_2732179.svd. Läst 9 februari 2011.
43. ↑  ”Recensioner av Sinkadus”. Kritiker.se. https://kritiker.se/skivor/kristofer-astrom/sinkadus/. Läst 9 februari 2011.
44. ↑  ”Tour”. Lowood.se. Arkiverad från originalet den 12 augusti 2010. https://web.archive.org/web/20100812144949/http://www.lowood.se/tour.html. Läst 9 februari 2011.
45. ↑  Hård, Lina (20 mars 2009). ”Stark debut av Lowood”. Nya Wermlands-Tidningen. Arkiverad från originalet den 5 januari 2010. https://web.archive.org/web/20100105135727/http://nwt.se/noje/skivor/article500619.ece#. Läst 5 augusti 2011.
46. ↑  Lundell, Kristin (30 januari 2010). ”En musikgala som lyckas överraska” (på svenska). Svenska Dagbladet. http://www.svd.se/kulturnoje/nyheter/en-musikgala-som-lyckas-overraska_4175853.svd. Läst 11 februari 2011.
47. ↑  ”News”. Kristoferastrom.com. Arkiverad från originalet den 17 mars 2011. https://web.archive.org/web/20110317062601/http://kristoferastrom.com/category/news/. Läst 16 maj 2011.
48. ↑  ”Biography”. Cookiesnbeans.se. Arkiverad från originalet den 26 oktober 2012. https://web.archive.org/web/20121026050136/http://www.cookiesnbeans.se/?page_id=4. Läst 9 februari 2011.
49. ↑  ”News”. Kristoferastrom.com. http://kristoferastrom.com/news/in-case-you-wonder/. Läst 27 februari 2011.
50. ↑  ”News”. Kristoferastrom.com. http://kristoferastrom.com/news/its-done/. Läst 13 maj 2011.
51. ↑  ”News”. Kristoferastrom.com. http://kristoferastrom.com/news/release-date-for-the-new-album/. Läst 14 september 2011.
52. ↑  ”News”. Kristoferastrom.com. Arkiverad från originalet den 26 april 2012. https://web.archive.org/web/20120426145144/http://kristoferastrom.com/news/tracklist-for-from-eagle-to-sparrow/. Läst 14 januari 2012.
53. ↑  ”From Eagle to Sparrow”. Kritiker.se. https://kritiker.se/skivor/kristofer-astrom/from-eagle-to-sparrow/. Läst 26 februari 2012.
54. ↑  ”From Eagle to Sparrow”. Gaffa.se. Arkiverad från originalet den 2 februari 2014. https://web.archive.org/web/20140202133243/http://gaffa.se/recension/57401. Läst 26 februari 2012.
55. ↑  ”An Introduction to Kristofer Åström”. Allmusic. http://www.allmusic.com/album/release/an-introduction-to-kristofer-%C3str%C3%B6m-mr0004022192. Läst 28 januari 2014.
56. 1 2  Rosengren, Jessica (27 februari 2009). ”Puck ger puls” (på svenska). Norrländska Socialdemokraten. http://www.nsd.se/helgbilagan/artikel.aspx?ArticleID=4466687. Läst 9 februari 2011.
57. ↑  ”Startracks”. Startracks.se. Arkiverad från originalet den 18 augusti 2010. https://web.archive.org/web/20100818233219/http://www.startracks.se/releases.asp?id=99. Läst 9 februari 2011.
58. ↑  ”Picknick”. Startracks.se. Arkiverad från originalet den 18 augusti 2010. https://web.archive.org/web/20100818205025/http://www.startracks.se/releases.asp?id=100. Läst 9 februari 2011.
59. ↑  ”En kärleksaffär”. Svensk Filmdatabas. Arkiverad från originalet den 4 februari 2014. https://web.archive.org/web/20140204055511/http://www.sfi.se/sv/svensk-filmdatabas/Item/?itemid=48460&type=MOVIE&iv=Music. Läst 21 maj 2012.
60. ↑  ”Överallt och ingenstans”. Svensk Filmdatabas. http://www.sfi.se/sv/svensk-filmdatabas/Item/?itemid=52116&type=MOVIE&iv=Music. Läst 21 maj 2012.
61. ↑  ”Uttagningen”. Svensk Filmdatabas. Arkiverad från originalet den 4 februari 2014. https://web.archive.org/web/20140204055505/http://www.sfi.se/sv/svensk-filmdatabas/Item/?itemid=59030&type=MOVIE&iv=Music. Läst 21 maj 2012.